# Frecăței (gmina w okręgu Braiła)
Frecăței – gmina w Rumunii, w okręgu Braiła. Obejmuje miejscowości Agaua, Cistia, Frecăței, Salcia, Stoienești i Titcov. W 2011 roku liczyła 1344 mieszkańców. 